# Pseudartonis occidentalis
Pseudartonis occidentalis är en spindelart som beskrevs av Simon 1903. Pseudartonis occidentalis ingår i släktet Pseudartonis och familjen hjulspindlar. Inga underarter finns listade i Catalogue of Life.